# Józef Lipski
Pour les articles homonymes, voir Lipski.
 (août 2019).
Si vous disposez d'ouvrages ou d'articles de référence ou si vous connaissez des sites web de qualité traitant du thème abordé ici, merci de compléter l'article en donnant les références utiles à sa vérifiabilité et en les liant à la section « Notes et références ».
Józef Lipski, né à Wrocław le 5 juin 1894 et mort à Washington le 1er novembre 1958, est un diplomate polonais qui est ambassadeur en Allemagne nazie du 3 mai 1934 à 1er septembre 1939. Lipski joue un rôle clé dans la politique étrangère de la Deuxième République de Pologne.

## Biographie

### Formation
Józef Lipski a une formation d'avocat et rejoint le ministère polonais des Affaires étrangères en 1925.
Une de ses premières missions en 1934 esttravailler sur le pacte de non-agression germano-polonais.

### Ambassadeur en Allemagne
Il rencontre le ministre allemand des Affaires étrangères Joachim von Ribbentrop à Berchtesgaden, refuge de montagne d'Hitler, le 24 octobre 1938. Ribbentrop exige que la Pologne accepte l'annexion par l'Allemagne de la Ville libre de Dantzig. Lipski refuse. Selon A. J. P. Taylor, quelques jours avant l'invasion allemande de la Pologne, Lipski refuse de sortir de son lit malgré l'insistance des diplomates britanniques pour rencontrer Ribbentrop et écouter les dernières exigences de l'Allemagne envers la Pologne.
L'anecdote illustre l'attitude de Beck devant la tactique d'Hitler pour faire la demande et faire monter les enchères : la Pologne ne jouerait pas à ce jeu-là. Sous la pression britannique à trouver une solution à la crise de Dantzig, Lipski téléphone finalement pour demander une entrevue avec Ribbentrop le 31 août 1939, mais après avoir appris que Lipski ne serait là que comme ambassadeur et non comme plénipotentiaire, la réunion est annulée. La Pologne est envahie le lendemain. Selon Taylor, les Allemands étaient au courant des pouvoirs limités de négociation de Lipski.

### Seconde Guerre mondiale et après-guerre
Au cours de la Seconde Guerre mondiale, Lipski combat comme volontaire (1re division des Grenadiers en France) et rejoint ensuite l'état-major général de l'Armée polonaise de l'Ouest. En 1951, il s'installe aux États-Unis et y représente le gouvernement polonais en exil.